# Communauté de communes Le Pays du Royans
La communauté de communes Le Pays du Royans est une ancienne communauté de communes française, située dans le département de la Drôme en région Auvergne-Rhône-Alpes.
Elle a fusionné avec sa voisine pour former, le 1er janvier 2017, la communauté de communes du Royans-Vercors.

## Historique
La communauté de communes a été créée en 1997. Elle comprenait entre autres les communes d'Oriol-en-Royans et Saint-Thomas-en-Royans.
Échevis, Rochechinard, Sainte-Eulalie-en-Royans et Saint-Laurent-en-Royans ont adhéré le 1er janvier 2002, puis Le Chaffal le 1er janvier 2011.
Le schéma départemental de coopération intercommunale (SDCI) de 2011 prévoyait la fusion avec la communauté de communes du Vercors. Il a été décidé de maintenir les deux communautés de communes (Vercors et Le Pays du Royans) en l'état.
À la suite de la loi no 2015-991 du 7 août 2015 portant nouvelle organisation territoriale de la République, dite loi NOTRe, la population municipale d'un EPCI à fiscalité propre doit être supérieure à 15 000 habitants. Ce seuil de population est adapté, sans pouvoir être inférieur à 5 000 habitants, pour les EPCI à fiscalité propre ainsi que les projets d'EPCI à fiscalité propre :
- dont la densité démographique est inférieure à la moitié de la densité nationale au sein d'un département dont la densité démographique (75,2 hab./km2) est inférieure à la densité nationale (103,4 hab./km2) ;
- ou dont la densité démographique est inférieure à 30 % de la densité nationale (soit 31,02 hab./km2) ;
- où la moitié des communes sont en zone de montagne.

La communauté de communes Le Pays du Royans remplit les deux derniers critères (densité de 29,9 hab./km2 et l'ensemble des communes en zone de montagne). Elle peut donc se maintenir.
Le SDCI proposait la fusion avec la communauté de communes du Vercors, dans la Drôme, et la communauté de communes du massif du Vercors, dans l'Isère. Cette fusion aurait regroupé vingt-cinq communes pour une population supérieure à vingt mille habitants. Toutefois, cette fusion a fait l'objet d'un amendement, déposé par la commission départementale de coopération intercommunale le 22 mars 2016, proposant de ne fusionner qu'avec la CC du Vercors (qui en avait l'obligation) pour 2017 ; la CC du Massif du Vercors se maintenant sur le périmètre actuel pour 2017. Une fusion avec la communauté de communes iséroise pourrait être opérée en 2018.
La communauté de communes Le Pays du Royans fusionne avec la communauté de communes du Vercors pour former la communauté de communes du Royans-Vercors au 1er janvier 2017.

## Territoire communautaire

### Géographie
La communauté de communes était située au nord-est du département de la Drôme.

### Composition
L'intercommunalité était composée en 2016 des treize communes suivantes :
| Nom                          | Code Insee | Gentilé          | Superficie (km2) | Population (dernière pop. légale) | Densité (hab./km2) |
| ---------------------------- | ---------- | ---------------- | ---------------- | --------------------------------- | ------------------ |
| Saint-Jean-en-Royans (siège) | 26307      | Saint-Jeannais   | 27,86            | 2 941 (2014)                      | 106                |
| Bouvante                     | 26059      | Bouvantiens      | 83,88            | 246 (2014)                        | 2,9                |
| Le Chaffal                   | 26066      | Chaffalois       | 11,58            | 47 (2014)                         | 4,1                |
| Échevis                      | 26117      | Cavisiens        | 11,11            | 52 (2014)                         | 4,7                |
| Léoncel                      | 26163      | Cellynois        | 43,01            | 65 (2014)                         | 1,5                |
| La Motte-Fanjas              | 26217      | Fanjamotteux     | 4,78             | 179 (2014)                        | 37                 |
| Oriol-en-Royans              | 26223      | Oroyens          | 16,01            | 540 (2014)                        | 34                 |
| Rochechinard                 | 26270      | Sinarupiens      | 9,78             | 109 (2014)                        | 11                 |
| Sainte-Eulalie-en-Royans     | 26302      | Aulayens         | 6,14             | 557 (2014)                        | 91                 |
| Saint-Laurent-en-Royans      | 26311      | Lauroyens        | 27,39            | 1 361 (2014)                      | 50                 |
| Saint-Martin-le-Colonel      | 26316      | Columartins      | 3,18             | 176 (2014)                        | 55                 |
| Saint-Nazaire-en-Royans      | 26320      | Saint-Nazairiens | 3,54             | 789 (2014)                        | 223                |
| Saint-Thomas-en-Royans       | 26331      | Saint-Thomassois | 5,15             | 580 (2014)                        | 113                |

### Démographie
| 1968  | 1975  | 1982  | 1990  | 1999  | 2008  | 2013  |
| ----- | ----- | ----- | ----- | ----- | ----- | ----- |
| 6 176 | 5 910 | 6 418 | 6 691 | 6 753 | 7 407 | 7 615 |

## Administration

### Siège
Le siège de la communauté de communes est situé à Saint-Jean-en-Royans, 28 rue Hector Alleobert.

### Les élus
La communauté de communes était gérée par un conseil communautaire composé de 31 membres représentant chacune des communes membres et élus pour une durée de six ans.
À la suite des élections municipales de 2014 dans la Drôme, le conseil communautaire élu son nouveau président, Alain Revol, maire de Sainte-Eulalie-en-Royans, ainsi que de ses vice-présidents, qui étaient :
1. Claude Antelme (élu à Rochechinard), chargé de l'aménagement du territoire, de la gestion de l'espace, de la protection et de la mise en valeur de l'environnement et du développement durable ;
2. Danielle Bouvier (élue à Saint-Jean-en-Royans), chargée du développement social, de la petite enfance, de la jeunesse, des personnes âgées et de la vie associative ;
3. Pascal Milesi (élu à Saint-Jean-en-Royans), chargé de la voirie et des prestations de services ;
4. Nancy Filet-Coche (élue à Saint-Laurent-en-Royans), chargée du développement économique, de l'emploi et de la mutualisation des services ;
5. Jean-Luc Faure (élu à Bouvante), chargé du développement touristique ;
6. Jean-Daniel Laforest (élu à Saint-Jean-en-Royans), chargé des affaires culturelles ;
7. Paul Berger (élu à Sainte-Eulalie-en-Royans), chargé de l'accessibilité, des bâtiments et du SPANC (service public d'assainissement non collectif).

### Liste des présidents
| Période                                  | Période       | Identité        | Étiquette | Qualité                                                                                         |
| ---------------------------------------- | ------------- | --------------- | --------- | ----------------------------------------------------------------------------------------------- |
| Les données manquantes sont à compléter. |               |                 |           |                                                                                                 |
| 2001                                     | 2008          | Jacques Baudoin | DVD       | Maire de Saint-Jean-en-Royans (1995 → 2008)                                                     |
| 2008                                     | 2014          | Yves Jouffrey   | PS        | Maire de Saint-Nazaire-en-Royans (2001 → 2015)                                                  |
| 2014                                     | décembre 2016 | Alain Revol     |           | Maire de Sainte-Eulalie-en-Royans (2014 → ) Vice-président de la CC du Royans-Vercors (2017 → ) |

### Compétences
L'intercommunalité exerçait les compétences qui lui avaient été transférées par les communes membres, dans les conditions définies par le code général des collectivités territoriales. Il s'agissait de  :
- développement économique : création, aménagement, entretien et gestion de zones d'activités industrielles, commerciales, tertiaires, artisanales ou touristiques (quatre zones sur le territoire communautaire) ; actions de développement économique (« accompagnement des porteurs de projets, recherche action autour de la filière bois », etc.) ;
- aménagement de l'espace : schémas de cohérence territoriale et de secteur, création de zones d'aménagement concerté, constitution de réserves foncières, études et programmation, élaboration de la charte du parc naturel régional du Vercors.
- politique du logement et du cadre de vie : programme local de l'habitat (validé), opération programmée d'amélioration de l'habitat ;
- protection et mise en valeur de l'environnement : assainissement non collectif, collecte et traitement des déchets ménagers et assimilés (et gestion du service de collecte des déchets et de la déchèterie de Saint-Laurent-en-Royans), partenariat avec le Plan Vercors Eau pure ;
- action sociale d'intérêt communautaire autour de la jeunesse et de la petite enfance ;
- action culturelle d'intérêt communautaire : soutien de projets (« fenêtres sur Combe Laval »), agenda culturel ;
- gestion d'équipements communautaires (piscine, gymnase, crèches, etc.) ;
- création, aménagement et entretien de la voirie, etc.

### Régime fiscal et budget
La communauté de communes était un établissement public de coopération intercommunale à fiscalité propre.
Afin de financer l'exercice de ses compétences, l'intercommunalité percevait la fiscalité professionnelle unique (FPU) – qui a succédé à la taxe professionnelle unique (TPU) – et assure une péréquation de ressources entre les communes résidentielles et celles dotées de zones d'activité, ainsi qu'une bonification de la dotation globale de fonctionnement
Elle percevait également une redevance d'enlèvement des ordures ménagères (REOM), qui finance le fonctionnement de ce service public.
Le potentiel fiscal par habitant de la communauté de communes, pour 2015, s'élevait à 187,24 €.